# Myonanthus
Myonanthus is een geslacht van zeeanemonen uit de familie van de Actiniidae.

## Soorten
- Myonanthus ambiguus McMurrich, 1893
- Myonanthus bankamensis Carlgren, 1928